# Rosedale (Manitoba)
Rosedale es un municipio rural canadiense situado en la provincia de Manitoba.

## Superficie
Rosedale tiene una superficie de 864,68 km².

## Demografía
En 2021, tenía 1524 habitantes, una densidad poblacional de 1,8 hab./km², y 587 viviendas.